# Mark Ferber
Mark Ferber (* 18. Januar 1975 in Oakland) ist ein US-amerikanischer Jazz-Schlagzeuger. 
Ferber wuchs in Moraga in Kalifornien und lernte schon in früher Kindheit Klavier, bevor er zum Schlagzeug wechselte. Er studierte an der University of California, Los Angeles, Geographie mit dem Bachelor-Abschluss. 
Er nahm häufig als Sideman auf und spielte sowohl an der Westküste als auch in New York als Freelancer. In Los Angeles spielte er unter anderem mit Anthony Wilsons Organ Trio und Nonett, mit dem Billy Childs Chamber Ensemble, mit Wadada Leo Smith und dem Saxophonisten Bob Sheppard und in New York mit Lee Konitz, Don Byron, Fred Hersch, Norah Jones, Steve Swallow und Jack Wilkins. Ferber spielte in den 2010er-Jahren u. a. in der Band This Against That von Ralph Alessi und im Trio und Quintett von Jonathan Kreisberg. Er arbeitete auch mit Mike Holober (Hiding Out, 2019), David Smith, Nicolas Masson, Anna Webber (Rectangles, 2020) und im Umfeld der Musikerkooperative Brooklyn Jazz Underground.
Er lehrt am City College of New York und der School of Improvisational Music (SIM) in New York sowie auf Workshops in den USA und Europa.
Ferber ist Zwillingsbruder des Jazzposaunisten Alan Ferber, mit dem er auch spielt.